# Exserohilum curvatum
Exserohilum curvatum är en svampart som beskrevs av Sivan. & Muthaiyan 1984. Exserohilum curvatum ingår i släktet Exserohilum och familjen Pleosporaceae.   Inga underarter finns listade i Catalogue of Life.